# 퇸 코프메이너르스
퇸 코프메이너르스(네덜란드어: Teun Koopmeiners, 1998년 2월 28일 ~)는 네덜란드의 축구 선수로 현재 이탈리아 세리에 A의 유벤투스에서 미드필더로 활약하고 있다.

## 국가대표 경력
- 2021 UEFA 유로 국가대표
- 2022 FIFA 월드컵 국가대표

## 수상[1]

#### 아탈란타 BC
- UEFA 유로파리그 : 2023-24

### 개인
- UEFA 유로파리그 시즌의 팀 : 2023-24
- 세리에 A 올해의 팀 : 2023-24

1. ↑  우승만 기록